# Saul (Händel)
Saul (HWV 53) ist ein Oratorium in drei Akten von Georg Friedrich Händel mit einem Libretto von Charles Jennens. Die Uraufführung fand am 16. Januar 1739 im King’s Theatre am Haymarket in London statt.

## Entstehung
Die Komposition des Saul fällt in eine Zeit der Neuorientierung Händels. 1733 hatte er ein Monopol verloren. Bis dahin war er der Leiter des einzigen italienischen Opernunternehmens, der Royal Academy of Music, gewesen: Er konnte die repräsentativen Räumlichkeiten des King’s Theatre am Haymarket nutzen und galt sowohl in schöpferischer als auch in praktischer Hinsicht als die einflussreichste Persönlichkeit auf dem Gebiet der Oper. Dann eroberte ein rivalisierendes Unternehmen, die Opera of the Nobility („Adelsoper“), seit 1734 das King’s Theatre, und Händel sah sich genötigt, seine Aufführungen an anderen Häusern unterzubringen. Das tat er zunächst in John Richs neuem Theater in Covent Garden, wo er immerhin drei Spielzeiten im Wettstreit mit der Adelsoper veranstaltete. In diesen Jahren produzierte er einige herausragende neue Opern, und er entwickelte die Gattung des englischsprachigen Oratoriums. Zunächst hatte er 1732 mit der zum Oratorium umgestalteten Esther, einem englischsprachigen Werk, was auf einem biblischen Drama von Jean Racine basiert, einen Prototyp geschaffen, der sofort sehr beliebt war, obwohl der Bischof von London, Edmund Gibson, nicht erlaubt hatte, ein auf einer biblischen Geschichte basierendes Drama auf der Bühne szenisch aufzuführen. So präsentierte Händel Esther in Konzertform und begründete damit das englische Oratorium. Weil es so erfolgreich war, ließ er noch 1733 zwei weitere geistliche Dramen mit englischem Text folgen, die in der gleichen Form aufgeführt wurden: Deborah  und  Athalia, beides ebenfalls biblische Stoffe aus dem Alten Testament.
Gleichgültig, unter welchem Gesichtspunkt man Händels Laufbahn im Nachhinein betrachtet, eine Tatsache sticht immer hervor: seine hartnäckige Weigerung, vom Theater, insbesondere der Oper, seiner eigentlichen Berufung, abzulassen. Weder finanzielle noch gesundheitliche Katastrophen kamen dagegen an, deshalb konzentrierte sich er weiterhin auf die Komposition italienischer Opern und ließ erst noch neun weitere von diesen folgen.
Doch er musste um sein Publikum kämpfen: Nicht genug, dass es in London zu wenig Opernfreunde und Mäzene gab, um zwei Häuser zu unterhalten, die neue Adelsoper hatte es auch verstanden, Händels beste Sänger abzuwerben und den berühmten Kastraten Farinelli nach London zu locken. In den Jahren 1737/38, als der wirtschaftliche Zusammenbruch beider Gesellschaften durch den ruinösen Wettbewerb offensichtlich wurde, versuchte man, die Reste beider Konkurrenten miteinander zu vereinigen, und Händel war willens, im Auftrag des im King’s Theatre verbliebenen Unternehmens, das inzwischen „ihren“ Farinelli verloren hatte, weiter italienische Opern zu schreiben. Den im ersten Halbjahr 1738 erstmals aufgeführten Faramondo und Serse war nur mäßiger Erfolg beschieden und es wurde immer deutlicher, dass es mit der italienischen Oper in London bergab ging.
Die Resonanz auf die Subskription für die Saison 1738/39, die Händels Geschäftspartner Heidegger im Mai anbot, war dann auch so gering, dass das Projekt abgebrochen werden musste und dieser in einer Londoner Zeitung seinen Rückzug verkündete:

“WHEREAS the Opera’s for the ensuing Season at the King’s Theatre in the Hay-Market, cannot be carried on as was intended, by Reason of the Subscription not being full, and that I could not agree with the Singers, tho’ I offer’d One Thousand Guineas to One of them: I therefore think myself oblig’d to declare, that I give up the Undertaking for next Year, and that Mr. Drummond will be ready to repay the Money paid in, upon the Delivery of his Receipt […] J. J. Heidegger.”

„Da die Opern in der kommenden Spielzeit im King’s Theatre am Haymarket nicht wie geplant weitergeführt werden können, nachdem die Subskriptionen nicht ausverkauft wurden und ich mich mit den Sängern nicht einigen konnte, obwohl ich einem von ihnen eintausend Guineen [vermutlich Caffarelli] bot, sehe ich mich zu der Erklärung gezwungen, dass ich das Unternehmen im nächsten Jahr aufgebe und dass Herr Drummond das einbezahlte Geld gegen Vorlage der Quittung zurückerstatten wird. J. J. Heidegger.“

Doch Händel hatte die Gefahr rechtzeitig erkannt und drei Tage zuvor die Arbeit am Oratorium Saul, seinem vierten in englischer Sprache, begonnen, welches ihm offenbar erhebliche Probleme bereitete, wie man an zahlreichen Korrekturen und verworfenen Satzanfängen sehen kann. Händel komponierte den ersten Akt vom 23. Juli bis zum 1. August 1738 und obwohl die Arbeit schon weit gediehen war, schien er damit doch vorerst überfordert und ließ die Partitur, am Ende des zweiten Aktes angekommen („Fine dell’Atto 2do. Agost. 8. 1738“) erstmal liegen, um mit einer weiteren italienischen Oper, Imeneo zu beginnen, für dessen Aufführung eigentlich keine Gelegenheit in Aussicht stand. Er komponierte zunächst die meisten Arien der Oper, als ihm aber klar wurde, dass es zur Aufführung in der nächsten Saison an geeigneten Sängern fehlte, legte er das Werk beiseite und machte ab 19. September mit dem Saul weiter. Wie man seiner Notiz am Ende des Chores Nr. 86 O fatal Day entnehmen kann, beendete er diesen, „den 27. Septr 1738“.
Von Händels Textdichter Charles Jennens lesen wir in einem Brief vom 19. September, in dem er an einen entfernten Verwandten schreibt:

“Mr. Handel’s head is more full of Maggots than ever. I found yesterday in his room a very queer Instrument, which He calls Carillon (Anglice a Bell,) [...] ’Tis play’d upon with Keys like a Harpsichord, & with this Cyclopean Instrument he designs to make poor Saul stark mad. His second Maggot is an Organ of 500. ₤ price, which (because he is overstock’d with Money) he has bespoke of one Moss of Barnet[.] this Organ, he says, is so constru’d, that as he sits at it, he has a better command of his Performers. than he us’d to have, & he is highly delighted to think with what exactness his Oratorio will be perform’d by the help of this Organ: so that for the future instead of beating time […] he is to sit at the Organ all the time with his back to the Audience. His third Maggot is a Hallelujah which he has trump’d up at the end of his Oratorio [...], because he thought the conclusion of the Oratorio not Grand enough;”

„Händels Kopf ist mehr denn je voller Grillen. Gestern fand ich in seinem Zimmer ein sehr merkwürdiges Instrument vor, das er Carillon (Glockenspiel) nennt. Es wird mit Tasten wie ein Cembalo gespielt und mit diesem gewaltigen Instrument beabsichtigt er, den armen Saul völlig in den Wahnsinn zu treiben. Seine zweite Grille ist eine 500 Pfund teure Orgel, die er (weil er anscheinend im Geld schwimmt) von einem gewissen [Justinian] Morse aus Barnet, [Hertfordshire] bestellt hat. Diese Orgel ist, wie er sagt, so konstruiert, dass er, wenn er daran sitzt, seine Musiker besser überblicken kann als früher, und er denkt höchst erfreut daran, mit welcher Präzision sein Oratorium nun mit Hilfe dieser Orgel aufgeführt werden wird: Anstatt in Zukunft den Takt schlagen zu müssen, wird er die ganze Zeit mit dem Rücken zum Publikum an der Orgel sitzen. Seine dritte Grille ist ein „Halleluja“, das er ans Ende seines Oratoriums gesetzt hat, weil ihm der Abschluss des Oratoriums nicht großartig genug erschien.“

Was die „dritte Grille“ betrifft, konnte Händel seinem Librettisten hier entgegenkommen, denn er verschob besagtes „Hallelujah“ an den Schluss der ersten Szene im ersten Akt (Nr. 5).

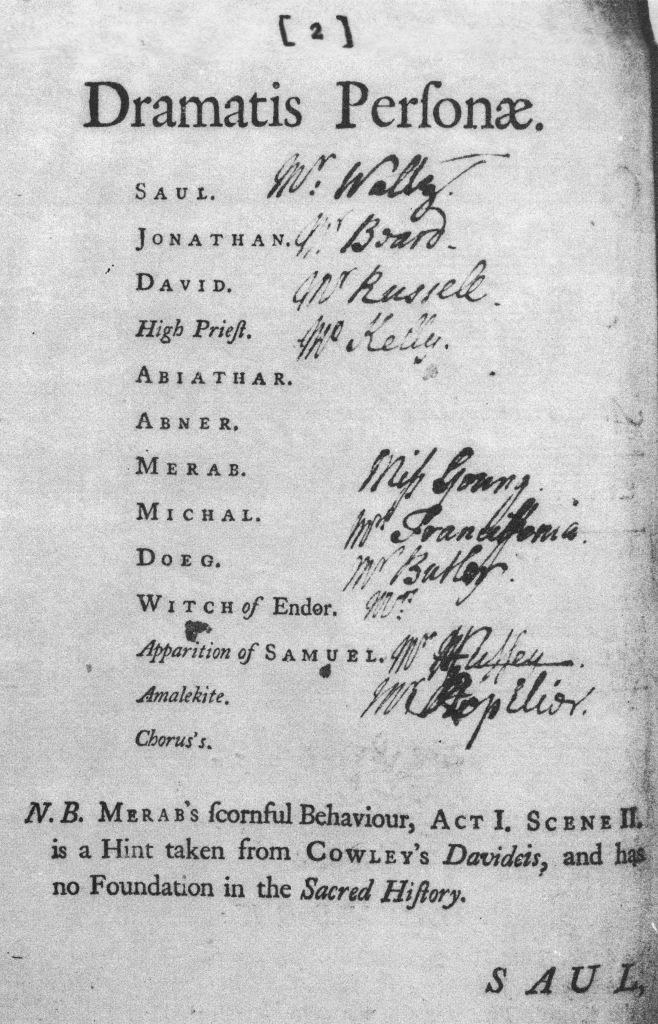
Textbuch 1739, „Dramatis Personae“ mit handschriftlichen Besetzungshinweisen der Uraufführung. Druck von Thomas Wood, London 1738

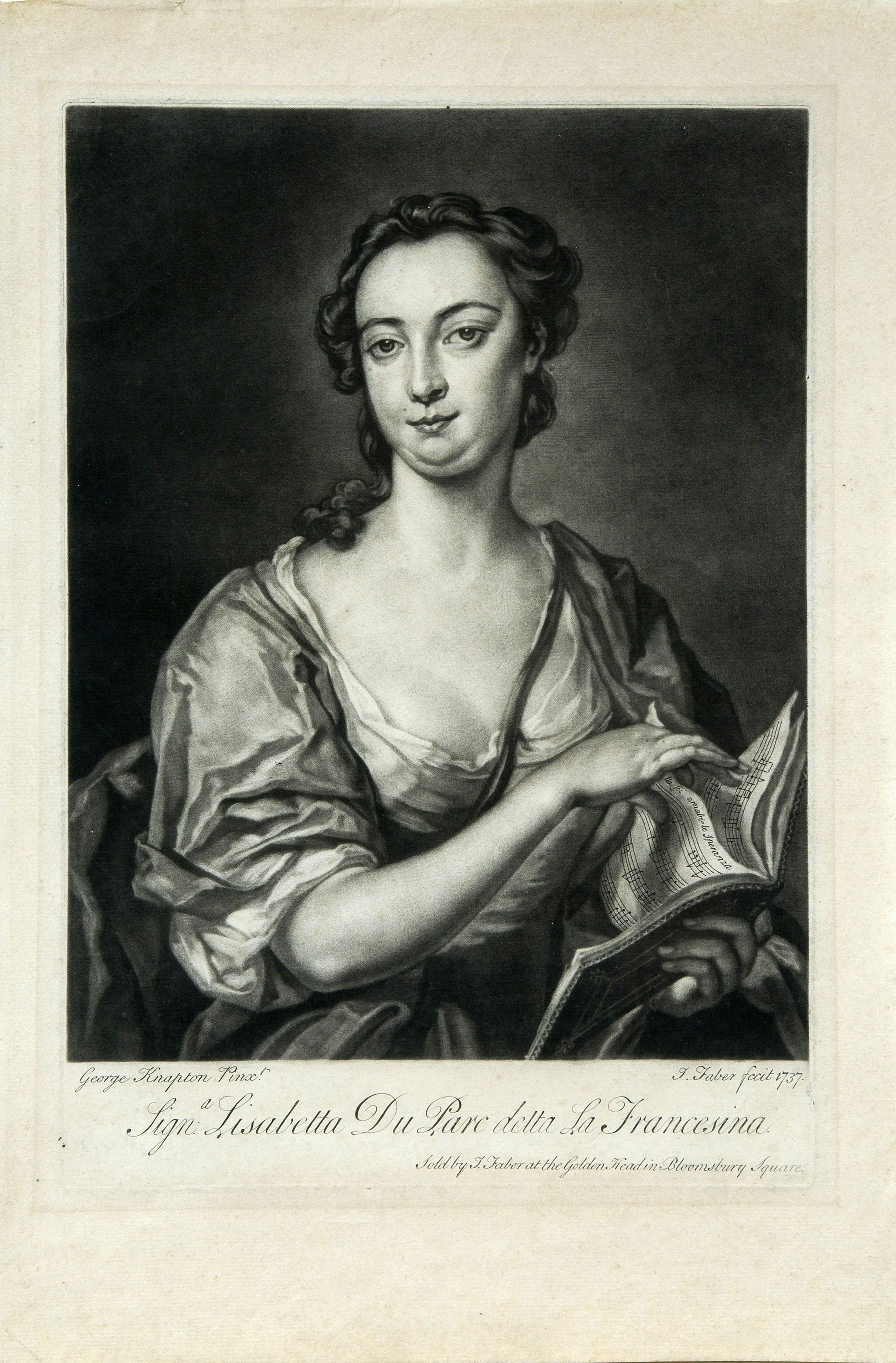
Die Francesina sang in der Uraufführung die Michal, John Faber, London 1737

Die Uraufführung des Saul fand am 16. Januar 1739 im King’s Theatre am Haymarket in London in folgender Besetzung statt:
- Saul – Gustavus Waltz (Bass)
- David – Mr. Russell (Altus)
- Jonathan – John Beard (Tenor)
- Michal – Élisabeth Duparc, detta „La Francesina“ (Sopran)
- Merab – Cecilia Young-Arne (Sopran)
- High Priest – John Kelly (Tenor)
- Witch of Endor – Maria Antonia Marchesini[8], detta „La Lucchesina“ (Sopran)
- Apparition of Samuel – Mr. Hussey (Bass)
- Doeg – Mr. Butler (Bass)
- Amalekite – Mr. Stoppelaer (Tenor)
- Abner – ? Mr. Russell[9] (Tenor)

## Aufführungsgeschichte
Nach der Uraufführung wurde Saul im Frühjahr 1739 noch fünfmal an gleicher Stätte gespielt. Diese Vorstellungen waren aber zunehmend schlecht besucht, obwohl Händel zwischen den Akten im Vorfeld durch die Presse extra angekündigte Orgelkonzerte spielte. John Walsh hatte diese zuvor als Opus 4 gedruckt. Händel leitete in der Folge weitere acht Aufführungen des Stückes, 1740 und 1741, je eine Vorstellung in London, 1742 mit großem Erfolg in Dublin, dann wieder in London zweimal im März 1744, im März 1745 und zweimal im März 1750. Die beiden letzten Vorstellungen des Saul zu Händels Lebzeiten, am 15. und 20. März 1752, leitete dann wegen seiner Erblindung sein Assistent Johann Christoph Schmidt der Jüngere in Händels Anwesenheit. In der Folge wurde das Oratorium nur einmal am 10. März 1786 in den traditionellen „Concerts of Ancient Music“ in den Tottenham Street Rooms im Londoner Norden und einmal 1787 in Hamburg (mit deutschem Text) gespielt.
Im 19. Jahrhundert wurde Saul mit ziemlicher Regelmäßigkeit von Chorgesellschaften in London, wie etwa der „Sacred Harmonie Society“, und anderswo in Großbritannien aufgeführt. In Kontinentaleuropa war das Werk lange nicht so beliebt wie etwa Judas Maccabaeus oder gar der Messias und wurde nur vereinzelt aufgeführt: 1820 und 1833 in Halle, 1825 in Königsberg, 1833, 1840, 1850 und 1868 in Berlin, etwa 1830 in Moskau und 1837 in Dresden. Im selben Jahr erklang Saul am 16. Juli in Namiest in Mähren beim Grafen Heinrich Wilhelm von Haugwitz, der selbst Geige spielte und den Künsten zugetan war. Er ließ allein in jenem Jahr zehn verschiedene große Werke Händels aufführen und initiierte bis zu seinem Tod 1842 ein reges Musikleben in seinem Schloss. Ein Unikat für Amerika blieb die Bostoner Aufführung vom 13. März 1853 in der Williams Hall des späteren New England Conservatory of Music.
1862 erschien im Rahmen der Händel Gesamt-Ausgabe Friedrich Chrysanders die Partitur des Saul, was, wie aber in anderen Fällen, die Aufführungszahlen hier nicht nennenswert erhöhen konnte. Nachgewiesen sind Aufführungen im deutschen Sprachraum (und vermutlich auch immer mit deutschem Text) in den Jahren 1871, 1873, 1878, 1880, 1883, 1885, 1899, 1901 und 1910.
Im Oktober 1923 gab es eine denkwürdige Aufführung bei den Hannoverschen Händeltagen in der 6000 Zuschauer fassenden dortigen Stadthalle. Im Sog der von Göttingen ausgehenden Händel-Renaissance hatte Hanns Niedecken-Gebhard das Stück unter dem Titel Saul und David mit 800 Beteiligten in Szene gesetzt (Musikalische Leitung: Rudolf Schulz-Dornburg) und die Wucht der Händelschen Dramatik sinnfällig gemacht, was vermehrt zu szenischen Aufführungen und zwar nicht nur in Deutschland, sondern auch in England führte: 1931 in Falmouth, 1933 und 1936 in London, 1937 in Cambridge und auch 1954 im Nationaltheater Mannheim.
Die erste Aufführung des Stückes in historischer Aufführungspraxis gab es im Wiener Musikverein am 28. April 1985 mit dem Concentus Musicus Wien unter der Leitung von Nikolaus Harnoncourt.

## Libretto
Saul ist das erste Beispiel der Zusammenarbeit Händels mit dem Librettisten Charles Jennens, einem vermögenden Grundbesitzer und Kunstliebhaber, der später auch den Text für den Messias und weitere Oratorien Händels zusammenstellte. Sein Libretto greift ein bei Dichtern und Komponisten des 18. Jahrhunderts beliebtes Thema auf: der Geschichte von Saul, David und Goliath, wie sie in den Büchern Samuel aufgeschrieben wurde. Jennens bezieht sich hier besonders auf 1 Sam 18–20, 28, 31 und 2 Sam 1. Daneben lassen sich Ideen aus dem Epos Davideis von Abraham Cowley (1656) und der Tragödie The Tragedy of King Saul von Roger Boyle nachweisen. Für die biblischen Vorbilder der Figuren siehe Saul und David.

## Handlung

### Erster Akt
Das Oratorium beginnt mit einem Triumphgesang der Israeliten für den Sieg über die Philister, bei dem David Goliath besiegt hat.
David zieht mit dem Kopf des Riesen in der Hand ein und wird König Saul vorgestellt. Saul will ihm als Zeichen seiner Gunst eine seiner Töchter zur Frau geben, aber David gibt sich bescheiden und weist darauf hin, dass das Lob Gott gebühre. Sauls Tochter Merab zeigt sich hochmütig gegenüber der niedrigen Geburt Davids, doch sein Sohn Jonathan gibt nichts um dessen Abstammung und freundet sich mit dem tugendhaften David an. Ein Hohepriester pflichtet ihm bei, dass man sein Herz nur an Dinge von wahrem Wert hängen und sein Leben Gott weihen soll. Saul wendet sich an Merab, um sie David zur Frau zu geben, aber sie ist erbost darüber, mit einer solchen Verbindung die Standesschranken zu verletzen. Ihre Schwester Michal meint, sie verdiene den Jüngling gar nicht.
Der Chor preist Saul und David. Saul empört sich, dass in dem Lob David höher gestellt wird als er.
Jonathan hat gemerkt, wie der unpassende Vergleich Saul ergrimmt. Michal fordert David auf, dem König auf der Harfe vorzuspielen und ihn damit zu besänftigen. Sie besingt die Macht der Musik.
Doch Sauls Eifersucht steigt so weit, dass er einen Speer nach David wirft. Als der entkommt, befiehlt er Jonathan, den „Emporkömmling“ zu vernichten.
Jonathan, sonst seinem Vater gehorsam, widersetzt sich dem Befehl und will seinen Freund, den gottgleichen David, verteidigen. Ein Hohepriester bittet Gott, David zu schützen, und wird zum Abschluss von einem Chor unterstützt.

### Zweiter Akt
Der Chor verurteilt den Neid als Erstgeburt der Hölle.
Jonathan berichtet David vom Befehl des Vaters und versichert ihn seiner Treue. Inzwischen hat Saul Merab an Adriel verlobt. David antwortet, dass ihn Merabs Hochmütigkeit abstoße und er Michal bevorzuge. Als Saul naht, versteckt sich David.
Saul erkundigt sich bei Jonathan nach der Ausführung seines Befehls. Jonathan erinnert ihn an Davids Ergebenheit und Treue und appelliert, sich nicht an ihm zu versündigen. Saul lenkt ein und bietet an, dass David an den Königshof zurückkehren könne.
David tritt wieder hervor und wird wieder mit dem Kommando im Krieg gegen die Philister betraut. Saul bietet ihm auch die Heirat mit Michal an. Als Saul wieder allein ist, stellt sich heraus, dass er seine Einsicht nur vorgetäuscht hat und hofft, dass David im Krieg fallen werde.
Michal und David bekunden einander ihre Liebe.
Als David nach der Schlacht unversehrt vor Sauls Augen tritt, entbrennt Saul in Wut und wirft abermals einen Speer nach ihm. Michal verhilft ihm zur Flucht.
Als ein Bote Sauls David holen soll, gibt Michal vor, er sei krank. Der Bote verschafft sich Zugang zum Schlafgemach und findet nur eine Puppe vor. Michal sieht sich unschuldig und hat keine Furcht.
Die vorher missgünstige Merab hat nun Sympathie und Mitleid mit ihrem Schwager. Sie hofft, dass Jonathan das drohende Unheil abwenden könne.
Am Neumondsfest beschließt Saul Davids Tod.
Als David nicht erscheint, macht Saul seinem Sohn Jonathan Vorwürfe, weil er ihn schützt. Er wirft nun sogar auf ihn einen Speer. Der Chor kommentiert, dass Sauls Schandtaten keine Schranken finden würden, bis er sich selbst zerstöre.

### Dritter Akt
Saul ahnt, dass Gott wegen seines Ungehorsams von ihm gewichen ist. In Verkleidung begibt er sich zur Hexe von Endor.

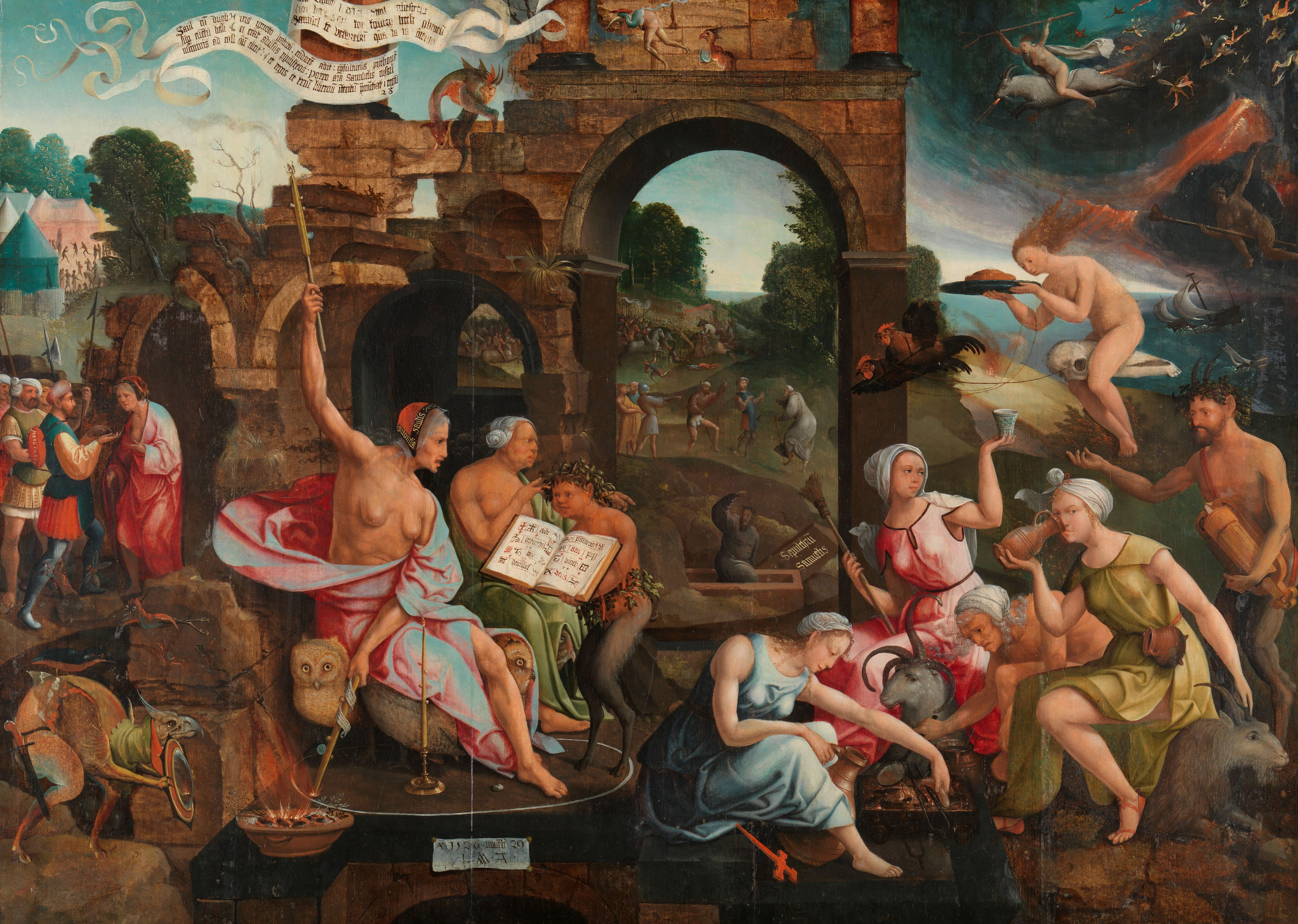
Saul bei der Hexe von Endor, Jacob Cornelisz. van Oostsanen, Amsterdam 1526

Saul fordert die Hexe auf, ihm den Propheten Samuel erscheinen zu lassen.
Als er den Geist Samuel um Rat bittet, erklärt der ihm, dass seine Prophezeiung eingetreten sei: weil Saul die Amalekiter geschont habe, habe Gott ihm das Reich entrissen und es David übergeben. Am nächsten Tag werde Saul mit seinen Söhnen umkommen und Israel die Schlacht verlieren.
Nach der Schlacht kommt ein Amalekiter aus dem Lager Israels zu David und meldet Sauls und Jonathans Tod: Saul habe sich in aussichtsloser Lage in seinen Speer gestürzt, woraufhin er, der Amalekiter, ihm den Tod gegeben habe. David lässt den Boten hinrichten, weil er den Gesalbten des Herrn getötet habe.
Der Chor und die Solisten beklagen die in der Schlacht Gefallenen. Der Hohepriester ruft David als neuen König aus. Der Chor der Israeliten will sich seiner Herrschaft fügen.

## Musik

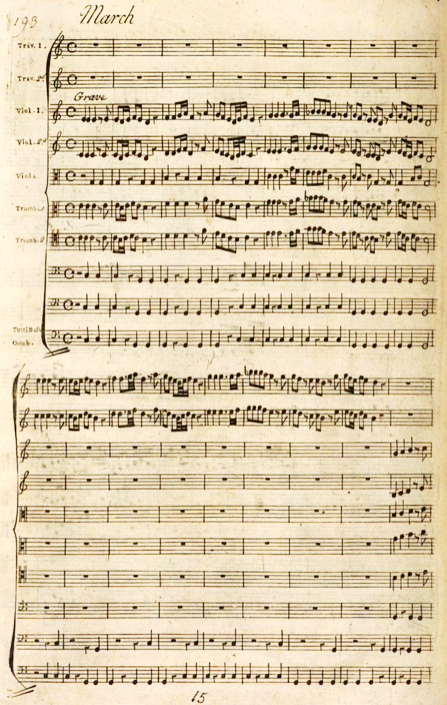
Beginn des Trauermarsches im dritten Akt Druck von John Walsh, London 1740

Händel hatte in seiner bisherigen Londoner Karriere hauptsächlich Opern in der Art der italienischen Opera seria komponiert, die vornehmlich aus einer Abfolge von Rezitativen und Da capo-Arien für die Starsänger bestanden. Seit 1732 experimentierte er mit den Oratorien, womit er sich die Möglichkeit schuf, englische Opernarien für die Solisten mit großen Chören, die zudem noch handlungstragenden Charakter bekamen, zu verbinden. Den Aufbau der Chöre, welche er in der Art der Anthems der anglikanischen Liturgie setzte, hatte er z. B. in den Coronation Anthems und in seinen drei ersten englischen Oratorien schon erfolgreich ausprobiert. Auch wird die starre Form der Opere serie durch weitgehende Zurückdrängung des Da capos in den Arien, durch mehr Ariosi, Accompagnati (von Streichern begleitete Rezitative) und vermehrter Einstreuung von Ensembles (Duette, Terzette etc.) aufgeweicht und abwechslungsreicher gestaltet.
In Saul kommt noch dazu, dass der Anteil an reiner Instrumentalmusik ungewöhnlich hoch und diese selbst dramaturgisch wichtig ist. Zunächst hat die viersätzige „Symfonia“ am Beginn die reine Funktion einer italienischen Ouvertüre. Die im Laufe des Stückes folgenden sechs, mal als „Sinfonie“, „Symphony“ oder „Sinfonia“ betitelten Sätze sind dagegen direkter Bestandteil des Dramas. Eine dramatische Illustration ist beispielsweise Davids Harfenspiel (Nr. 33), eine andere die zweisätzige Hochzeits-Symphonie (Nr. 58), oder die Sinfonia zum Neumondfest (Nr. 65) und schließlich die dreichörige Battaglia (Nr. 74), welche die Schlacht zwischen Sauls Armee und den Amalekitern darstellt. Schließlich folgt noch ein Trauermarsch (Nr. 77) zum Begräbnis der im Kampf gefallenen Saul und Jonathan. Dieses Stück, mit „La Marche“ überschrieben, wurde schon zu Händels Lebzeiten oft als Einzelstück gespielt. Es wirkt bis in unsere heutige Zeit (siehe weiter unten).
Bemerkenswert ist auch die Instrumentation. Hier geht Händel noch weiter darüber hinaus, was Jennens ohnehin schon als „Grillen in Händels Kopf“ kritisiert hatte. Neben dem Carillon und der transportablen Orgel war es hier der Einsatz der Harfe als Soloinstrument, mit dem David den wütenden Saul beruhigen möchte, und die Mitte des 18. Jahrhunderts bestimmt als antiquiert wahrgenommenen Posaunen, welche immer zusammen mit Trompeten und Pauken gesetzt sind und festliche sowohl als auch kriegerische Akzente setzen sollen. Auch sind die Pauken hier keine üblichen Instrumente, sondern es handelt sich um die damals tiefsten in London verfügbaren Kessel-Pauken aus dem Tower. Diese Pauken sollen schon 1709 unter dem Herzog von Marlborough in der Schlacht bei Malplaquet zum Einsatz gekommen sein.

### Trauermarsch
Der Trauermarsch aus dem dritten Akt von „Saul“ gelangte schon zu Händels Zeit zu weltweiter Berühmtheit. Am 5. Februar 1741 wurde er in einem Benefizkonzert in Hickford’s Long Room im Londoner West End zusammen mit der Ouvertüre gespielt und erhielt hier zum ersten Male seinen bekannten Namen „Dead March“.
Später erklang er beim Begräbnis von George Washington (1799), bei der Beisetzung des ermordeten Abraham Lincoln (1865) und bei der Grablegung Winston Churchills (1965). In Deutschland ist dies der Standard-Trauermarsch der Bundeswehr, der bei Staatsbegräbnissen gespielt wird, wie zum Beispiel bei dem von Richard von Weizsäcker am 11. Februar 2015.

## Orchester
Zwei Traversflöten, zwei Oboen, zwei Fagotte, zwei Trompeten, drei Posaunen, Pauken, Carillon, Harfe, Streicher und Basso continuo (Violoncello, Laute, Cembalo, Orgel).

## Struktur des Oratoriums
Symfonia. (Allegro – Larghetto – Allegro – Menuet) (2 Ob, Fg, Org, Str, BC)

### Erster Akt
| Scene I   | „An Epinicion, or Song of Triumph, for the Victory over Goliath and the Philistines.“ |
|           | 1. Chorus. (2 Ob, Fg, 2 Trp, 3 Pos, Pk, Str, BC) How excellent thy name, o Lord       |
|           | 2. Air. Sopran (Str, BC) An infant rais’d by thy command                              |
|           | 3. Trio. Alt, Tenor, Bass (Str, BC) Along the Monster Atheist strode                  |
|           | 4. Chorus. (2 Ob, Str, BC) The youth inspir’d by thee, o Lord                         |
|           | 5. Chorus. (2 Ob, Fg, 2 Trp, 3 Pos, Pk, Str, BC) How excellent thy name, o Lord       |
| Scene II  | 6. Recitative. Michal He comes, he comes!                                             |
|           | 7. Air. Michal (Str, BC) O godlike youth!                                             |
|           | 8. Recitative. Abner, Saul, David Behold, o King                                      |
|           | 9. Air. David (2 Vl, BC) O King, your favours with delight                            |
|           | 10. Recitative. Jonathan O early piety!                                               |
|           | 11a. Air. Merab (Str, BC) What abject thoughts a prince can have!                     |
|           | 12. Recitative. Merab Yet think, on whom this honour you bestow                       |
|           | 13. Air. Jonathan (2 Ob, Str, BC) Birth and fortune I despise!                        |
|           | 14. Recitative. High Priest Go on, illustrious pair!                                  |
|           | 15. Air. High Priest (Fl, Str, BC) While yet thy tide of blood runs high              |
|           | 16. Recitative. Saul, Merab Thou, Merab, first in birth                               |
|           | 17. Air. Merab (2 Ob, Str, BC) My soul rejects the thoughts with scorn                |
|           | 18. Air. Michal (Str, BC) See, see, with what a scornful air.                         |
|           | 19. Air. Michal (Str, BC) Ah! lovely youth!                                           |
|           | 20. Sinfonie pour les Carillons. (Carillon, 2 Vl, Org)                                |
| Scene III | 21. Recitative. Michal Already see, the daughters of the land                         |
|           | 22. Chorus. (2 Ob, Carillon, Str, BC) Welcome, welcome, mighty king!                  |
|           | 23. Accompagnato. Saul (Fg, Str, BC) What do I hear? Am I then sunk so low            |
|           | 24. Chorus. (2 Ob, Str, BC) David his ten Thousands slew                              |
|           | 25. Accompagnato. Saul (Str, BC) To him ten Thousands, and to me but Thousands!       |
|           | 26. Air. Saul (Str, BC) With rage I shall burst his praises to hear!                  |
| Scene IV  | 27. Recitative. Jonathan, Michal Imprudent women!                                     |
|           | 28. Air. Michal (Fl, Str, BC) Fell rage and black despair possest                     |
|           | 29. Recitative. High Priest This but the smallest part of harmony                     |
|           | 30. Accompagnato. High Priest (Fg, Str, BC) By thee this universal frame              |
| Scene V   | 31. Recitative. Abner Rack’d with infernal pains                                      |
|           | 32b. Air. David (Str, BC) O Lord, whose mercies numberless                            |
|           | 33. Symphony. (Hf)                                                                    |
|           | 34. Recitative. Jonathan ’Tis all in vain                                             |
|           | 35. Air. Saul (2 Ob, Str, BC) A serpent in my bosom warm’d                            |
|           | 36. Recitative. Saul Has he escap’d my rage?                                          |
|           | 37. Air. Merab (2 Vl, BC) Capricious man, in humour lost                              |
| Scene VI  | 38. Accompagnato. Jonathan (Str, BC) O filial piety!                                  |
|           | 39. Air. Jonathan (Str, BC) No, cruel father, no!                                     |
|           | 40. Air. High Priest (Str, BC) O Lord, whose providence                               |
|           | 41. Chorus. (2 Ob, Fg, Str, BC) Preserve him for the glory of thy name                |

### Zweiter Akt
| Scene I    | 42. Chorus. (2 Ob, Str, BC) Envy, eldest born of hell                  |
| Scene II   | 43. Recitative. Jonathan Ah, dearest friend                            |
|            | 44. Air. Jonathan (2 Ob, Str, BC) But sooner Jordan’s stream, I swear  |
|            | 45. Recitative. David, Jonathan Oh, strange vicissitude!               |
|            | 46. Air. David (Str, BC) Such haughty beauties                         |
|            | 47. Recitative. Jonathan My father comes                               |
| Scene III  | 48. Recitative. Saul, Jonathan Hast thou obey’d my orders              |
|            | 49. Air. Jonathan (2 Fg, Str, BC) Sin not, o King                      |
|            | 50. Air. Saul (Fg, Str, BC) As great Jehovah lives, I swear            |
|            | 51. Air. Jonathan (2 Fg, Str, BC) From cities storm’d, and battles won |
| Scene IV   | 52. Recitative. Jonathan, Saul Appear, my friend.                      |
|            | 53. Air. David (Ob, Str, BC) Your words, o King                        |
|            | 54. Recitative. Saul Yes, he shall wed my daughter!                    |
| Scene V    | 55. Recitative. Michal A father’s will has authoriz’d my love          |
|            | 56. Duet. Michal, David (2 Ob, Str, BC) O fairest of ten thousand fair |
|            | 57. Chorus. (2 Ob, Str, BC) Is there a man, who all his ways           |
|            | 58a. Symphony. (2 Ob, 2 Fg, 3 Pos, Str, Org, BC)                       |
| Scene VI   | 59. Recitative. David Thy father is as cruel, and as false             |
|            | 60. Duet. David, Michal (2 Ob, Str, BC) At persecution I can laugh     |
| Scene VII  | 61. Recitative. Michal, Doeg Whom dost thou seek?                      |
|            | 62. Air. Michal (Str, BC) No, no, let the guilty tremble               |
| Scene VIII | 63. Recitative. Merab Mean as he was, he is my brother now             |
|            | 64. Air. Merab (Str, BC) Author of peace, who canst controul           |
| Scene IX   | 65. Sinfonia. (2 Ob, Fg, 2 Trp, 3 Pos, Pk, Str, BC)                    |
|            | 66a. Accompagnato. Saul (Str, BC) The time at length is come           |
| Scene X    | 67. Recitative. Saul, Jonathan Where is the son of Jesse?              |
|            | 68. Chorus. (2 Ob, Fg, Str, BC) Oh, fatal consequence of rage          |

### Dritter Akt
| Scene I   | 69. Accompagnato. Saul (2 Ob, Str, BC) Wretch that I am                                         |
|           | 70. Recitative & Accompagnato. Saul (Str, BC) ’Tis said, here lives a woman                     |
| Scene II  | 71. Recitative. Witch, Saul With me what would’st thou?                                         |
|           | 72. Air. Witch (2 Ob, Fg, Str, BC) Infernal spirits, by whose pow’r                             |
| Scene III | 73. Accompagnato. Samuel, Saul (2 Fg, Str, BC) Why hast thou forc’d me from the realms of peace |
|           | 74. Sinfonia. (2 Ob, Fg, 2 Trp, 3 Pos, Pk, Str, BC)                                             |
| Scene IV  | 75. Recitative. David, Amalekite Whence comest thou?                                            |
|           | 76. Air. David (2 Ob, Str, BC) Impious wretch, of race accurst                                  |
|           | 77a. Elegy. (Str, BC)                                                                           |
|           | 77b. La Marche. (2 Fl, 3 Pos, Pk, Str, BC)                                                      |
| Scene V   | „Elegy on the death of Saul and Jonathan“                                                       |
|           | 78. Chorus. (2 Ob, Str, BC) Mourn, Israel, mourn, thy beauty lost!                              |
|           | 79. Air. High Priest (Str, BC) O let it not in Gath be heard                                    |
|           | 80. Air. Merab (Str, BC) From this unhappy day                                                  |
|           | 81. Air. David (BC) Brave Jonathan his bow ne’er drew                                           |
|           | 82. Chorus. (2 Ob, Str, BC) Eagles were not so swift as they                                    |
|           | 83. Air. Michal (Str, BC) In sweetest harmony they liv’d                                        |
|           | 84. Solo and Chorus. David (2 Ob, Str, BC) O fatal day! How low the mighty lie!                 |
|           | 85a. Recitative. High Priest Ye men of Judah, weep no more                                      |
|           | 86. Chorus. (2 Ob, 2 Trp, 3 Pos, Pk, Str, BC) Gird on thy sword, thou man of might              |

## Erfolg und Kritik
“Mr. Handel rehearsed yesterday a new – Oratorio call’d Saul, and Mr. Hamilton thinks it a very good one: and for a chief performer he has got one Rusell an Englishman that sings extreamly well; he has got – Francisschina for his best woman; and I believe all the rest are but indifferent;”

„Herr Händel hat gestern ein neues Oratorium mit dem Titel Saul geprobt und Herr Hamilton hält es für sehr gut. Für die Titelpartie hat er einen gewissen Russell engagiert, einen Engländer, der außerordentlich gut singt. Für die erste Frauenrolle hat er die Francesina verpflichtet; Ich denke mal, alle anderen sind eher nur mittelmäßig.“

„Mit Saul hat Händel ein Werk geschaffen, das in der Geschichte des Oratoriums wahrscheinlich einmalig ist. In der souveränen Handhabung von Orchester und Chor, in der präzisen Charakterisierung der Protagonisten und in der subtilen Schilderung dramatischer Situationen ist ihm ein biblisches Drama gelungen, von dem Winton Dean zu Recht meint, es sei eines der „supreme masterpieces of dramatic art“.“

## Diskografie (Auswahl)
- Urania URLP 240 (ca. 1952): Matthias Klein (Saul), Gertraud Prenzlow (David), Gerhard Unger (Jonathan), Ruth Keplinger (Michal), Sigrid Ekkehard (Merab), Heinrich Moser (High Priest, Witch of Endor, Amalekite, Abner), Fritz Matern (Samuel, Doeg), Sonja-Vera Korch (Sopran)
Solistenvereinigung und Großer Chor des Berliner Rundfunks, Rundfunk-Sinfonieorchester Berlin; Dir. Helmut Koch (118 min, gekürzt, deutsch)
- Vanguard/The Bach Guild HM 24/25/26 SD (1962): Thomas Hemsley (Saul), Helen Watts (David), Herbert Handt (Jonathan), Jennifer Vyvyan (Michal), Laurence Dutoit (Merab), Erling Thorborg (High Priest, Amalekite, Abner), Margareta Sjöstedt (Witch of Endor), Peter Wimberger (Samuel, Doeg)
Kopenhagener Knabenchor, Wiener Symphoniker; Dir. Mogens Wöldike (120 min, gekürzt)
- Archiv 0289 447 6962 3 ADD AX3 (1973): Donald McIntyre (Saul), James Bowman (David), Ryland Davies (Jonathan), Sheila Armstrong (Michal), Margaret Price (Merab), Gerald English (High Priest, Amalekite), John Winfield (Witch of Endor, Abner), Stafford Dean (Samuel, Doeg)
Leeds Festival Chorus, English Chamber Orchestra; Dir. Charles Mackerras (178 min)
- EMI SLS 5200 (1981): Thomas Allen (Saul), Paul Esswood (David), Robert Tear (Jonathan), Margaret Marshall (Michal), Sally Burgess (Merab), Christopher Gillett (High Priest, Amalekite), Martyn Hill (Witch of Endor), Charles Daniels (Abner), Matthew Best (Samuel), Gareth Morrell (Doeg)
Choir of King’s College (Cambridge), English Chamber Orchestra; Dir. Philip Ledger
- Teldec 2564 686983 (1985): Dietrich Fischer-Dieskau (Saul), Paul Esswood (David), Anthony Rolfe-Johnson (Jonathan), Elizabeth Gale (Michal), Julia Varady (Merab), Helmut Wildhaber (High Priest, Amalekite, Witch of Endor, Abner, Doeg), Matthias Hölle (Samuel)
Konzertvereinigung Wiener Staatsopernchor, Concentus Musicus Wien; Dir. Nikolaus Harnoncourt (136 min, live)
- Philips 000942802 (1989): Alastair Miles (Saul), Derek Lee Ragin (David), John Mark Ainsley (Jonathan), Lynne Dawson (Michal), Donna Brown (Merab), Neil Mackie (High Priest), Philip Slane (Amalekite, Abner), Simon Oberst (Doeg), Philip Salmon (Witch of Endor), Richard Savage (Samuel), Ruth Holton (Sopran)
Monteverdi Choir, English Baroque Soloists; Dir. John Eliot Gardiner (159 min, live)
- Archiv 0289 474 5102 (2002): Neal Davies (Saul), Andreas Scholl (David), Mark Padmore (Jonathan), Nancy Argenta (Michal), Susan Gritton (Merab), Paul Agnew (High Priest, Witch of Endor), Angus Smith (Amalekite), Tom Phillips (Abner), Julian Clarkson (Doeg), Jonathan Lemalu (Samuel), Susan Hemington Jones (Sopran)
Gabrieli Consort, Gabrieli Players; Dir. Paul McCreesh (164 min)
- HMC901877/78 (2005): Gidon Saks (Saul), Lawrence Zazzo (David), Jeremy Ovenden (Jonathan), Rosemary Joshua (Michal), Emma Bell (Merab), Michael Slattery (High Priest, Witch of Endor), Finnur Bjarnason (Amalekite, Abner), Henry Waddington (Doeg, Samuel)
RIAS-Kammerchor, Concerto Köln; Dir. René Jacobs (150 min)
- Coro COR16103 (2012): Christopher Purves (Saul), Sarah Connolly (David), Robert Murray (Jonathan), Joélle Harvey (Michal), Elizabeth Atherton (Merab), Mark Dobell (High Priest), Jeremy Budd (Witch of Endor), Tom Raskon (Amalekite), Eamonn Dougan (Abner), Ben Davies (Doeg), Stuart Young (Samuel)
The Sixteen Chorus, The Sixteen; Dir. Harry Christophers (163 min)
- Opus Arte BD7205D (2015): Christopher Purves (Saul, Samuel), Iestyn Davies (David), Paul Appleby (Jonathan), Sophie Bevan (Michal), Lucy Crowe (Merab), Benjamin Hulett (High Priest, Amalekite, Abner, Doeg), John Graham-Hall (Witch of Endor)
The Glyndebourne Chorus, Orchestra of the Age of Enlightenment; Dir. Ivor Bolton, Reg. Barrie Kosky (185 min, DVD)